# سوبرمن (مختارات)
سوبرمان (بالإنجليزية: Supermen) هو مختارات من قصص الخيال العلمي القصيرة التي حررها إسحاق أسيموف ومارتن غرينبيرغ وتشارلز جي وو كالمجلد الثالث في سلسلة «عوالم رائعة من الخيال العلمي» لإسحاق أسيموف.

## نبذة
```
تم نشره لأول مرة في غلاف ورقي من قبل Signet / New American Library في أكتوبر 1984. صدرت الطبعة 
البريطانية
 الأولى في غلاف ورقي من قبل روبنسون في عام 1988
```

يجمع الكتاب اثنتي عشرة رواية وقصة قصيرة لمؤلفين مختلفين في الخيال العلمي، إلى جانب مقدمة لأسيموف.

## محتويات
- «مقدمة: سوبر» (إسحاق أسيموف)
- "Angel، Dark Angel" (Roger Zelazny)
- «عوالم تقتل» (هارلان إليسون)
- "In the Bone" (Gordon R.Dickson)
- «أي وحش خشن؟» (ديمون نايت)
- «الموت بالنشوة» (لاري نيفن)
- " Un-Man " (بول أندرسون)
- «موسى» (دين ر. كونتز)
- «القيامة» (AE van Vogt)
- "Pseudopath" (Philip E. High)
- «بعد عودة الأساطير إلى الوطن» (روبرت سيلفربيرغ)
- «قبل أن تموت الموهبة» (هنري سلسار)
- «حضنة العالم البربري» (بيري إيه تشابديلين)